# Loi des sinus

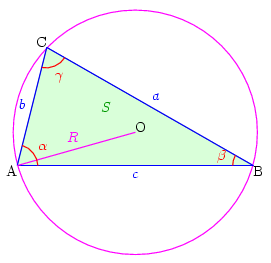
Fig. 1 - Notations usuelles dans un triangle quelconque.

En trigonométrie, la loi des sinus est une relation de proportionnalité entre les longueurs des côtés d'un triangle et les sinus des angles respectivement opposés. Elle permet, connaissant deux angles et un côté, de calculer la longueur des autres côtés. 
Il existe une formule des sinus de présentation analogue en trigonométrie sphérique.
Ces lois sont énoncées et démontrées,  pour la forme sphérique, par Abu Nasr Mansur au début du XIe siècle et, pour la forme plane, par Nasir al-Din al-Tusi au début du XIIIe siècle. 

## Loi des sinus en géométrie plane

### Énoncé
On considère un triangle quelconque ABC, représenté sur la Fig. 1 ci-contre, où les angles sont désignés par les minuscules grecques et les côtés opposés aux angles par la minuscule latine correspondante :
- a = BC et α = angle formé par [AB] et [AC] ;
- b = AC et β = angle formé par [BA] et [BC] ;
- c = AB et γ = angle formé par [CA] et [CB].

La formule dite des sinus est alors :
{\displaystyle \,{\frac {a}{\sin \alpha }}={\frac {b}{\sin \beta }}={\frac {c}{\sin \gamma }}},
On a même mieux :
{\displaystyle \,{\frac {a}{\sin \alpha }}={\frac {b}{\sin \beta }}={\frac {c}{\sin \gamma }}={\frac {abc}{2S}}=2R},
où R est le rayon du cercle circonscrit au triangle ABC et 
{\displaystyle S={\sqrt {p(p-a)(p-b)(p-c)}}}
est l'aire du triangle donnée à partir du demi-périmètre p par la formule de Héron.
La relation de proportionnalité est parfois résumée ainsi :
{\displaystyle a:b:c=\sin \alpha :\sin \beta :\sin \gamma }
Le théorème peut être utilisé
- pour déterminer le rayon du cercle circonscrit
{\displaystyle \,R={\frac {a}{2\sin \alpha }}}
- pour résoudre un triangle dont on connaît deux angles et un côté.

### Démonstrations

#### En exprimant une hauteur de deux manières

Fig.2

On considère un triangle de côtés a, b, et c, et α, β, γ ses angles aux sommets A, B, et C respectivement. La hauteur issue de C divise le triangle ABC en deux triangles rectangles. Notons h cette hauteur ; on peut appliquer la définition du sinus dans les deux petits triangles rectangles pour exprimer h :
{\displaystyle \sin \alpha ={\frac {h}{b}}{\text{ et }}\sin \beta ={\frac {h}{a}}.}
Dont on tire deux expressions pour h :
{\displaystyle h=b\sin \alpha =a\sin \beta \,}
et donc :
{\displaystyle {\frac {a}{\sin \alpha }}={\frac {b}{\sin \beta }}.}
En faisant de même avec la hauteur issue de A on obtient :
{\displaystyle {\frac {b}{\sin \beta }}={\frac {c}{\sin \gamma }}.}

#### Par le calcul de l'aire du triangle
L'aire S du triangle peut se calculer en choisissant le côté AB = c comme base et h comme hauteur. On obtient alors :
{\displaystyle S={\frac {c\times h}{2}}={\frac {c\times b\sin \alpha }{2}}.}
En multipliant par {\displaystyle {\tfrac {a}{S\sin \alpha }}}, on en déduit :
{\displaystyle {\frac {a}{\sin \alpha }}={\frac {abc}{2S}}.}
Par symétrie des notations,
{\displaystyle {\frac {b}{\sin \beta }}={\frac {abc}{2S}}\quad {\rm {et}}\quad {\frac {c}{\sin \gamma }}={\frac {abc}{2S}}.}

#### Par lethéorème de l'angle inscrit
| - Fig. 3. γ = δ et sin γ = sin δ = c/2R. - Fig. 4. γ = π – δ et sin γ = sin δ = c/2R. - Fig. 5. γ = π/2. |

En remplaçant C par le point D diamétralement opposé à A sur le cercle circonscrit, on trouve (Fig. 3 et 4), :
{\displaystyle \sin \gamma ={\frac {c}{2R}}\quad {\rm {donc}}\quad {\frac {c}{\sin \gamma }}=2R.}
Si A et B sont diamétralement opposés, cette construction n'est pas possible mais l'égalité est immédiate (Fig. 5).
On démontre de même que
{\displaystyle {\frac {b}{\sin \beta }}=2R\quad {\rm {et}}\quad {\frac {a}{\sin \alpha }}=2R.}

## Formule des sinus en trigonométrie sphérique
On considère un triangle ABC sur une sphère de centre O. On note α (respectivement β et  γ) l'angle du triangle au sommet A (respectivement B et C). On note a, b et c les angles sous-tendus au centre O de la sphère par la partie de grand cercle correspondante. Ainsi a désigne l'angle BOC, etc. Bien entendu les longueurs des côtés se déduisent de a, b et c en les multipliant par le rayon de la sphère.
La formule des sinus s'énonce alors de la manière suivante :
{\displaystyle {\frac {\sin a}{\sin \alpha }}={\frac {\sin b}{\sin \beta }}={\frac {\sin c}{\sin \gamma }}.}
Elle met en évidence une dualité entre les angles au centre et les angles aux sommets.

## En dimensions supérieures
Plus généralement, pour un n-simplexe (par exemple un tétraèdre (n = 3), un pentachore (n = 4), etc. ; le triangle correspond au cas n = 2) d'un espace euclidien de dimension n,  la valeur absolue du sinus polaire de l'ensemble des vecteurs normaux aux faces autour d'un sommet, divisée par l'aire de la face opposée à ce sommet, ne dépend pas de ce sommet, et vaut {\displaystyle {\frac {(nV)^{n-1}}{(n-1)!P}}}, où V  est le volume du simplexe, et P le produit des aires de ses faces.